# 赫伯特·巴雷特
赫伯特·罗珀·巴雷特（英語：Herbert Roper Barrett，1873年11月24日—1943年7月27日），英国男子网球运动员。他曾代表英国参加1908年和1912年夏季奥林匹克运动会网球比赛，获得一枚金牌和一枚银牌。